# Saison 2 de Colony
Chronologie
Saison 1 Saison 3
Cet article présente le guide des épisodes de la deuxième saison de la série télévisée américaine Colony.

## Généralités
- La saison a été diffusée du 12 janvier 2017 au 6 avril 2017 sur USA Network.
- Au Canada, elle a été diffusée en simultanée sur Bravo!.
- En France, la série a été diffusée sur TF1 à partir du 6 juin 2017 en deuxième partie de soirée.

## Distribution

### Acteurs principaux
- Josh Holloway : Will Bowman
- Sarah Wayne Callies : Katie Bowman
- Amanda Righetti : Madeline « Maddie » Bowman, sœur de Katie
- Peter Jacobson : Proxy Alan Snyder
- Gonzalo Menendez : Captain Lagarza
- Tory Kittles : Broussard (absence épisode 2,3,4)
- Alex Neustaedter : Bram, fils de Will et Katie
- Isabella Crovetti-Cramp : Gracie Bowman, fille de Will et Katie
- Jacob Buster :  Charlie Bowman

### Acteurs récurrents
- Adrian Pasdar (VF : Pierre-François Pistorio) : Nolan (épisode 2,3,6,7,8 et 10)
- Kathleen Rose Perkins (VF : Sybille Tureau) : Jennifer MacMahon (épisode 2,3 et 4)
- Carolyn Michelle Smith : Devon (épisode 1,2 et 3)
- Keiko Agena : Betsy (épisode 4,5 et 6)
- Toby Huss : Bob Burke (épisode 4,5,6,7,8 et 9)
- Charlie Bewley : Simon Eckart (épisode  5,6,7 et 8)
- Jessica Parker Kennedy : Maya (épisode 2,3,5,6 et 7)
- Bethany Joy Lenz : Morgan (épisode  5,6,7,8,9 et 10)
- Victor Rasuk : BB (épisode 5 et 6)
- Mac Brandt : Sgt Jenkins (épisode 2,3,5,6,7 et 8)
- Maximino Arciniega : Edison (épisode 2,5,6,7 et 8)
- Erin Way : Lindsay (épisode 4,5,7 et 8)
- Ally Walker  (VF : Martine Irzenski) : Helena (épisode 1,4,6,8,9 et 11)
- Christian Clemenson : Dan Bennet (épisode 2,3,4,5,7,8,9 et 10)

## Liste des épisodes

### Épisode 1: Le jour J
- États-Unis /  Canada : 12 janvier 2017 sur USA Network[1] / Bravo!
- France : 5 juin 2017 sur TF1[2]
- Québec : 9 janvier 2019 sur MAX[3]

- États-Unis : 930 000 téléspectateurs[4] (première diffusion)

- Carolyn Michelle Smith : (Devon)
- Ally Walker:  (Helena)

### Épisode 2: Charlie
- États-Unis /  Canada : 19 janvier 2017 sur USA Network / sur Bravo!
- France : 5 juin 2017 sur TF1
- Québec : 16 janvier 2019 sur MAX

- États-Unis : 880 000 téléspectateurs[5] (première diffusion)

- Carolyn Michelle Smith : (Devon)
- Kathleen Rose Perkins : (Jennifer MacMahon)
- Adrian Pasdar : (Nolan)

### Épisode 3: Les yeux vers le ciel
- États-Unis /  Canada : 26 janvier 2017 sur USA Network / sur Bravo!
- France : 5 juin 2017 sur TF1
- Québec : 23 janvier 2019 sur MAX

- États-Unis : 780 000 téléspectateurs[6] (première diffusion)

- Carolyn Michelle Smith : (Devon)
- Kathleen Rose Perkins : (Jennifer MacMahon)
- Adrian Pasdar : (Nolan)

- Cet épisode marque la mort du personnage de Devon

### Épisode 4: Haute surveillance
- États-Unis /  Canada : 2 février 2017 sur USA Network / sur Bravo!
- France : 12 juin 2017 sur TF1
- Québec : 30 janvier 2019 sur MAX

- États-Unis : 820 000 téléspectateurs[7] (première diffusion)

- Kathleen Rose Perkins : (Jennifer MacMahon)
- Ally Walker : (Helena)
- Keiko Agena : (Betsy)

### Épisode 5: Cavalier seul
- États-Unis /  Canada : 9 février 2017 sur USA Network / sur Bravo!
- France : 12 juin 2017 sur TF1
- Québec : 6 février 2019 sur MAX

- États-Unis : 890 000 téléspectateurs[8] (première diffusion)

- Keiko Agena : (Betsy)

### Épisode 6: La mort dans l'âme
- États-Unis /  Canada : 16 février 2017 sur USA Network / sur Bravo!
- France : 12 juin 2017 sur TF1
- Québec : 13 février 2019 sur MAX

- États-Unis : 760 000 téléspectateurs[9] (première diffusion)

- Ally Walker : (Helena)
- Keiko Agena : (Betsy)
- Adrian Pasdar : (Nolan)

### Épisode 7: Sacrifices
- États-Unis /  Canada : 23 février 2017 sur USA Network / sur Bravo!
- France : 19 juin 2017 sur TF1
- Québec : 20 février 2019 sur MAX

- États-Unis : 760 000 téléspectateurs[10] (première diffusion)

- Adrian Pasdar  : (Nolan)

### Épisode 8: La traque
- États-Unis /  Canada : 2 mars 2017 sur USA Network / sur Bravo!
- France : 19 juin 2017 sur TF1
- Québec : 27 février 2019 sur MAX

- États-Unis : 780 000 téléspectateurs[11] (première diffusion)

- Ally Walker : (Helena)
- Adrian Pasdar : (Nolan)

### Épisode 9: En chute libre
- États-Unis /  Canada : 9 mars 2017 sur USA Network / sur Bravo!
- France : 19 juin 2017 sur TF1
- Québec : 6 mars 2019 sur MAX

- États-Unis : 770 000 téléspectateurs[12] (première diffusion)

- Ally Walker : (Helena)

### Épisode 10: Les vestes noires
- États-Unis /  Canada : 16 mars 2017 sur USA Network / sur Bravo!
- France : 26 juin 2017 sur TF1
- Québec : 13 mars 2019 sur MAX

- États-Unis : 780 000 téléspectateurs[13] (première diffusion)

- Adrian Pasdar : (Nolan)

### Épisode 11: Prêt à tout
- États-Unis /  Canada : 23 mars 2017 sur USA Network / sur Bravo!
- France : 26 juin 2017 sur TF1
- Québec : 20 mars 2019 sur MAX

- États-Unis : 800 000 téléspectateurs[14] (première diffusion)

- Andrew Divoff : Ambassadeur King

### Épisode 12: La guerre des résistants
- États-Unis /  Canada : 30 mars 2017 sur USA Network / sur Bravo!
- France : 3 juillet 2017 sur TF1
- Québec : 27 mars 2019 sur MAX

- États-Unis : 819 000 téléspectateurs[15] (première diffusion)

### Épisode 13: L'heure du départ
- États-Unis /  Canada : 6 avril 2017 sur USA Network / sur Bravo!
- France : 3 juillet 2017 sur TF1
- Québec : 3 avril 2019 sur MAX

- États-Unis : 818 000 téléspectateurs[16] (première diffusion)

Les RAP condamnent les habitants de Los Angeles à la reddition tandis que les dirigeants quittent la colonie. Le reste de la population est regroupé dans des camps sous prétexte d'évacuation de la ville.